# Litwin w Wilnie
Litwin w Wilnie (lit. Lietuvis Vilniuje) – powieść litewskiego pisarza Herkusa Kunčiusa wydana w 2011 roku, poruszająca problemy współczesnego społeczeństwa litewskiego.

## Fabuła
Głównym bohaterem powieści jest Napoleon Szeputis – 60-letni woźny, pracujący w szkole podstawowej w Kalwarii, który postanawia pozostawić swoją dotychczasową codzienność i udaje się do Wilna. Wraca tam po dwudziestu latach nieobecności. Litewska stolica w tym czasie staje się Europejską Stolicą Kultury. Sentymentalnej podróży sprzyja również rocznica tysiąclecia pierwszej wzmianki o Litwie oraz odbywające się w stolicy Święto Pieśni. Napoleon, niczym ekscentryczny przewodnik, prowadzi czytelnika po mieście, od Ostrej Bramy, przez Kościół Świętej Trójcy czy Wieżę Giedymina, po nietypowe miejsca jak izba wytrzeźwień. Jest uczestnikiem biesiad, pasażerem, wędrowcem, mówcą i obserwatorem. Poznajemy jego przygodę z wojskiem i pobyt w szpitalu psychiatrycznym. W wędrówce tej towarzyszą Szeputisowi lokalni dziwacy, ludzie żyjący poza systemem. Bohater przypomina sobie mity narodowe, metafory związane z miastem, a przede wszystkim dosięgają go wspomnienia z młodości.
Wilno ukazane jest jako litewska Jerozolima, która podobnie jak święte miasto wywołuje syndrom jerozolimski, polegający na tym, że osoba odwiedzająca to miejsce popada w pewnego rodzaju obłęd. Przeżycia duchowe są tak mocne, że zaczyna uważać się za proroka. Także Napoleon ulega temu poczuciu wyjątkowości i z zapałem głosi swe spostrzeżenia i przemyślenia, co nie pozostaje bez echa. Sprzyja temu fakt intronizacji Jezusa Chrystusa na króla Litwy, która odbyła się w czasie wizyty Szeputisa w Wilnie.